# جي. دبليو. روبنسون
جي. دبليو. روبنسون هو محامي وسياسي أمريكي، ولد في 19 يناير 1878 في كولفيل في الولايات المتحدة، وتوفي في 2 ديسمبر 1964 في إسكونديدو في الولايات المتحدة. نشط حزبياً في الحزب الديمقراطي. وقد انتخب عضو مجلس النواب الأمريكي ‏.